# Dysfunction
Albums de Staind
Tormented
(1996) Break the Cycle
(2001)
Singles
1. Just Go
Sortie : 1999
2. Mudshovel
Sortie : 1999
3. Home
Sortie : 2000

Dysfunction est le deuxième album du groupe de nu metal américain Staind sorti le 13 avril 1999.

## Liste des chansons
Toutes les paroles sont écrites par Aaron Lewis, toute la musique est composée par Staind.
| No  | Titre                                                               | Durée |
| --- | ------------------------------------------------------------------- | ----- |
| 1.  | Suffocate                                                           | 3:16  |
| 2.  | Just Go                                                             | 4:50  |
| 3.  | Me                                                                  | 4:36  |
| 4.  | Raw                                                                 | 4:09  |
| 5.  | Mudshovel                                                           | 4:41  |
| 6.  | Home                                                                | 4:04  |
| 7.  | A Flat                                                              | 4:59  |
| 8.  | Crawl                                                               | 4:29  |
| 9.  | Spleen                                                              | 21:01 |
| 10. | Excess Baggage (chanson cachée commençant à 16:20 de la précédente) | 4:41  |